# Farina Brock
Farina Brock (* 6. Dezember 1984 in Köln) ist eine deutsche Synchronsprecherin und ehemalige Kinderdarstellerin. Sie wohnt in München.

## Arbeit
Farina Brock ist die älteste Tochter des Synchronsprechers Reinhard Brock (1951–2013) und arbeitet seit ihrer Kindheit als Synchronsprecherin. Ihre erste große Sprechrolle war Grace Sheffield (gespielt von Madeline Zima) in der Serie Die Nanny, die ab 1995 im deutschen Fernsehen lief. Zwischen 1997 und 2006 synchronisierte Farina Brock die Rolle der Helga Pataki in der Nickelodeon-Zeichentrickserie Hey Arnold!, bei der ihr Vater Reinhard Brock die Dialogregie übernahm. Sie wurde mit der Zeit eine gefragte Münchner Nachwuchssprecherin und die deutsche Standardstimme von Mary-Kate Olsen, die sie in den meisten Produktionen (zum Beispiel in Ein Zwilling kommt selten allein oder So Little Time) sprach. Neben Mary-Kate Olsen ist sie auch die Stimme von Katie Leung in den Harry-Potter-Filmen und Lyndsy Fonseca (bekannt aus Desperate Housewives) in der US-Erfolgsserie How I Met Your Mother. 1995 spielte Brock im Film Nach Fünf im Urwald als kleine Schwester von Franka Potente. Sie übernahm außerdem Sprecherrollen für verschiedene Videospiele, darunter die Rolle der Kim Wuang aus Lost Horizon und die Rolle der Sam Peters aus Geheimakte 2: Puritas Cordis und Geheimakte Sam Peters sowie Mercy im Spiel Overwatch.
Ihre beiden jüngeren Schwestern, Lilian und Lucy Brock, sind ebenfalls Synchronsprecherinnen.

## Synchronrollen (Auswahl)
Sarah Bolger
- 2006: Stormbreaker als Sabina Pleasure
- 2013–2015: Once Upon a Time – Es war einmal … als Prinzessin Aurora

Jennifer Stone
- 2007–2012: Die Zauberer vom Waverly Place als Harper Finkle
- 2009: Die Zauberer vom Waverly Place – Der Film als Harper Finkle

Bridgit Mendler
- 2009–2013: Meine Schwester Charlie als Teddy Duncan
- 2011: Lemonade Mouth – Die Geschichte einer Band als Olivia

Katie Leung
- 2005: Harry Potter und der Feuerkelch als Cho Chang
- 2007: Harry Potter und der Orden des Phönix als Cho Chang
- 2009: Harry Potter und der Halbblutprinz als Cho Chang

Dakota Fanning
- 2009: New Moon – Biss zur Mittagsstunde als Jane Volturi
- 2010: Eclipse – Biss zum Abendrot als Jane Volturi
- 2012: Breaking Dawn – Biss zum Ende der Nacht, Teil 2 als Jane Volturi
- 2018: Please Stand By als Wendy

### Filme
- 2000: Tara Strong in Arielle, die Meerjungfrau 2 – Sehnsucht nach dem Meer als Melody (Sprache)
- 2004: Mika Boorem in Dirty Dancing 2 – Heiße Nächte auf Kuba als Susie Miller
- 2005: Katie Keating in Der Exorzismus von Emily Rose als Alice Rose
- 2006: Ashley Tisdale in High School Musical als Sharpay Evans
- 2009: Samantha Droke in Prinzessinnen Schutzprogramm als Brooke
- 2009: Vanilla Yamazaki in Pokémon 11 – Giratina und der Himmelsritter als Shaymin
- 2009: Jennifer Cody in Küss den Frosch als Charlotte
- 2015: Nadine Avola in Vacation – Wir sind die Griswolds als Chelsea
- 2016: Alison Brie in How to Be Single als Lucy
- 2018: Jessica Rothe in Forever My Girl als Josie

### Serien
- 1993–1999: Madeline Zima in Die Nanny als Gracie Sheffield
- 1997–2005: Francesca Smith in Hey Arnold! als Helga Pataki
- 2004: Yūka Nanri in My-HiME als Nao Yuuki
- 2004–2007: Brooke Nevin in 4400 – Die Rückkehrer als Nikki Hudson
- 2005–2014: Lyndsy Fonseca in How I Met Your Mother als Penny Mosby (Teds Tochter)
- 2005–2006: Sarah Foret in Beautiful People als Sophie Kerr
- 2009: Aimee Teegarden in 90210 als Rhonda Kimble
- 2009–2010: Rumer Willis in 90210 als Gia Mannetti
- 2009–2015: Alison Brie in Community als Annie Edison
- 2012–2019: Gemma Whelan in Game of Thrones als Asha Graufreud
- 2012: Hinako Sasaki in Inazuma Eleven als Celia Hills
- 2013–2020: Willa Holland in Arrow als Thea Queen
- 2014–2015: Katie Leclerc in Switched at Birth als Daphne Vasquez
- 2014–2019: Diane Guerrero in Jane the Virgin als Lina
- 2015–2017: Jillian Murray in Code Black als Dr. Heather Pinkney
- 2016–2018: Katja Martínez in Soy Luna als Jazmín Gorjesi
- 2017: Umeka Shōji in Sailor Moon Crystal als Cyprine & Petilol
- 2017: Rumi Ōkubo in Death Parade als Nona
- 2018: Naoko Matsui in One Piece als Monet
- 2018: Haruka Tomatsu in Violet Evergarden als Iris Cannary
- 2019–2021: Atsumi Tanezaki in Fruits Basket als Arisa Uotani
- 2019–2021: in Disney Amphibia als Polly Plantar
- 2019–2023: Tamzin Merchant in Carnival Row als Imogen Spurnrose
- 2022: Anna Nagase in Bright Sun – Dark Shadows als Ushio Kofune

### Videospiele
- 2016: Lucie Pohl in Overwatch als Mercy

## Filmrolle
- 1995: Nach Fünf im Urwald als Clara